# Nene Ormes
Nene Ormes, född 1975, är en  svensk författare. Nene Ormes debuterade 2010 med fantasyromanen Udda verklighet som utspelar sig i Malmö, där hon till vardags arbetade på Science fiction-bokhandeln. Uppföljaren Särskild utspelar sig under Malmöfestivalen och släpptes under Malmöfestivalen 2012.